# La tercera ola
La tercera ola es un libro publicado en 1979 por Alvin Toffler. Con aire futurista, se basa en la historia de la humanidad para describir la configuración que tomará el mundo una vez superada la era industrial, lo que significa a la vez la superación de las ideologías, modelos de gobierno, economía, comunicaciones y sociedades estructuradas alrededor de la producción centralizada como en el industrialismo capitalista y comunista. A pesar de tener varias décadas, el concepto expresado en muchos aspectos es bastante actual. Su lectura permite entender que procesos como la globalización están más cerca de la evolución humana o de la evolución cultural que de una conspiración de poderosos.[cita requerida]
Para entender en qué consiste la tercera ola, es necesario explicar qué es la primera y la segunda ola.

## Primera Ola
Alvin Toffler llama Primera Ola a la que surgió con la revolución agrícola (desde el año 8000 a. C. hasta el siglo XVII, 1650-1750 d. C.). Se supera la etapa de la caza, la pesca y la recolección, y nace la agricultura.
Como consecuencia de ello: 
- El ser humano comienza a abandonar su condición nómada para tomar un estilo de vida sedentario.
- Surgen nuevas estructuras como las primeras aldeas y ciudades, y el comercio.
- El ser humano ya no acepta el medio que lo rodea, y comienza a transformarlo. Se desarrollan la agricultura, la ganadería, los tejidos primitivos.
- Nace el concepto de trabajo.
- A raíz de los excedentes alimenticios, surge la escritura para administrarlos, y se comienza el crecimiento demográfico.

A consecuencia de esto último, surge la necesidad de crear nuevas estructuras para organizar la creciente sociedad. Así nacen la navegación, el comercio y la edificación.

### Economía y producción de los años XVII
El sistema productivo de la primera ola se basa en el concepto de que producía para sí misma, y por lo tanto "vivía de lo suyo". La única fuente de energía era el esfuerzo físico humano.
La unidad económica de la primera ola era pequeña y autosuficiente. Generalmente era la familia. Esta vivía de lo que cultivaba en los campos. En otros casos la unidad económica era el feudo, igualmente autosuficiente.
Filosóficamente, hay algunas objeciones que se pueden hacer a la obra. No parece, por ejemplo, que el autor distinga bien lo que es la causalidad, reduciéndola a la mera causalidad física; sus ideas sobre causalidad y azar son bastante nebulosas[cita requerida]. Rechaza que exista una naturaleza humana: “aunque se creyera en una inmutable naturaleza humana, generalizada opinión que yo no comparto” (p. 372). Sin embargo, rechaza el darwinismo clásico y el neo-darwinismo, negando que la evolución sea un hecho científico demostrado[cita requerida]. Ataca también la utopía del progreso indefinido, postulado, para él, por la segunda ola, y que corresponde a la mentalidad calvinista.

### Sociedad
Durante la Primera Ola la población se podía distinguir entre "primitiva" y "civilizada". La primera se caracterizaba por vivir en pequeños grupos y tribus, principalmente de la caza y pesca. La población "civilizada" se caracteriza por trabajar principalmente en el cultivo de las tierras (la agricultura) como un elemento que desplazó las actividades de caza y pesca y que modificó las estructuras.

### Comunicaciones
La dinámica de comunicación de la primera ola era la comunicación uno a uno. Existían escribas y mensajeros que iban a una zona para obtener información y llevarla hacia otra.

### Energía
La principal fuente de energía era el esfuerzo físico humano, y un aprovechamiento primitivo de fenómenos naturales dependientes del sol, como el viento o las lluvias. Y a continuación se consiguió la domesticación de los caballos y otros equinos y bovinos como animales de tiro para los carruajes y como animales de monta para su medio de transporte personal. La domesticación de estos animales tuvo lugar durante el Neolítico y el perfeccionamiento de los carruajes tuvo lugar posteriormente, con la metalurgia del hierro (Edad de los Metales).

## Segunda Ola
Surge durante el siglo XIX, con la Revolución industrial. Esta revolución no solo cambia la forma de producir bienes, sino la organización del mundo. El desarrollo de nuevas tecnologías hizo que se crearan gigantescas máquinas electromecánicas. Entre los factores más relevantes que dieron origen a esta era están la máquina a vapor y la imprenta, ambos reemplazaron el trabajo manual.
Consecuencia de ello:
- Surgen enormes centros urbanos con un área metropolitana.
- Aparece la máquina. Ésta reemplaza el esfuerzo humano.
- Nace el concepto de producción en cadena o producción en serie .
- Se intensifican los medios de comunicación físicos, gracias al ferrocarril, el automóvil, el barco de vapor.
- Nace la explotación de recursos naturales como fuente de energía o materia prima.
- Nace el concepto de productor y de consumidor, dividiendo el mundo entre grandes comercios y grandes factorías.
- Se intensifica el crecimiento demográfico.
- La producción y distribución de bienes y de información pasa a ser masiva.

### Economía y producción
Según Alvin Toffler, aparece una "cuña invisible" en la sociedad, que la divide entre productores y consumidores. Enormes factorías se dedican a fabricar bienes para consumidores inconscientes de su mecanismo de obtención.
La producción es masiva y en serie. Masiva porque se monta una o varias máquinas para hacer un solo tipo de producto durante un tiempo indeterminado (por ejemplo, una máquina dedicada exclusivamente a producir carne enlatada). En serie, porque se divide cada parte del proceso de fabricación y se realiza repetitivamente cada proceso. Por ejemplo, para hacer pantalones, un proceso se dedica a hacer la tela, otro proceso a cortarla, otro a coserla, otro a pegar los botones, y por último, se coloca el logo con la marca. Esto difiere de la primera ola, donde se hubiera empezado de principio a fin a hacer un solo pantalón.
La unidad económica de la segunda ola es la corporación, organizaciones con capital invertido en producción y distribución comercial.

### Sociedad
La modificación del esquema productivo generó la necesidad de crear nuevas estructuras sociales:
- Trabajo por jornada: el concepto de sincronización lleva a generar un trabajo por jornada horaria, cuyo centro físico pasó a ser la sede productiva común (la fábrica), y todo lo que dependía de ella. Nace la interdependencia, el esfuerzo colectivo y la división del trabajo.

- Familia nuclear: Este tipo de familia surge debido a las necesidades que exigía esta sociedad. La familia extensa antigua era demasiado rígida. Se dio la necesidad de eliminar los parientes que no fueran esenciales, para lograr un grupo con más facilidad para desplazarse de una ciudad a otra. En este tipo de familia, un cónyuge (generalmente la madre) es el núcleo del hogar. El otro cónyuge (generalmente el padre) trabaja fuera. La composición de familia nuclear idealizada, por el industrialismo es padre, madre y dos hijos.

- Educación: al igual que la producción, la educación fue separada de la vida familiar dando lugar al surgimiento de escuelas y de programas uniformes. Junto con la educación, en la escuela se imponían estructuras propias de la vida industrial: puntualidad, obediencia. competitividad y trabajo repetitivo.

En todos los aspectos de la sociedad se presentaban las mismas características:
- Uniformización: Para el mismo fin se utilizaban los mismos procedimientos. Se estableció un sistema de leyes y reglamentos que actuaban por igual ante todas las personas. Nacieron los estándares, los formularios, los programas de educación, etc.
- Sincronización: Se comenzó a utilizar el horario como esquema de organización. Entradas y salidas al trabajo o escuela a una hora determinada; y una producción sincronizada con otra producción dependiente de la primera.
- Masificación: La producción en serie aumenta la capacidad de generar bienes, que se producían a gran escala de manera uniforme. Así, una empresa hacía su producto para todo un país; un solo periódico informaba a millones de personas.
- Centralización: se generaron grandes centros urbanos que concentraban toda la producción

### Comunicaciones
La dinámica de comunicación de la segunda ola es la comunicación uno a varios. Con la imprenta también industrializada surgen el panfleto y periódico, y con él, los medios masivos de comunicación ( o también mass media en inglés (en:)). La radio y más tarde la televisión terminan de configurar el concepto. En este período uno o unos pocos periodistas publicaban la información que consumirían miles o millones de personas. Según el autor, no es casualidad que, al igual que la producción, la información esté masificada.

### Energía
La energía de la segunda ola depende de fuentes no renovables, generalmente de origen mineral como son el carbón, el petróleo y la energía nuclear.

## Tercera Ola
Los cambios que el mundo está viviendo en los últimos 40 años, que han sido catalogados en muchos casos de "desmoralizadores", en realidad solo rompen paradigmas que la segunda ola nos impuso. Y anuncian que la tercera ola ya llegó y navegamos cada vez más sobre ella.
Caracterizan a la tercera ola la desarticulación de estructuras de la segunda ola, a saber:
- Descentralización
- Desmasificación
- Personalización

### Economía y producción de la Tercera Ola
La producción en serie es complementada con la producción en series cortas. La producción ya no se dedica a hacer decenas de miles de ejemplares de un único producto, sino cientos de ejemplares de cientos de productos. Así encontramos productos cada vez más personalizados. Aparece el concepto de prosumidor (fusión entre productor y consumidor): el consumidor podría llegar a ser un productor al mismo tiempo. A diferencia del auto-consumo de la Primera Ola, ahora puede producir productos y servicios para otros.
En la tercera ola fundamentalmente se amplifica la fuerza mental del ser humano. Los sistemas cibernéticos, computacionales, de comunicación, internet, etc., funcionan como amplificadores de la fuerza mental. Por ejemplo, se pueden crear programas informáticos o computacionales que son capaces de crear otros programas. Un paralelismo en la segunda ola sería el torno, ya que es una herramienta que permite crear otras herramientas.

### Sociedad de la Tercera Ola
La familia nuclear cede su lugar a infinidad de tipos de familias. Familias monoparentales, unipersonales, convivencia estable entre novios, relaciones sexuales, familias padre e hijos, familias hijo, madre y abuela, familias hijo, madre y tía, etc.
Nace la cultura "sin hijos".
El trabajo infantil dejará de ser castigado para pasar a ser estimulado. Según el autor, "hombrecitos" de 14 años estaban mejor cualificados que muchos adultos para vender ordenadores o computadoras.
Uno de los males a combatir en la tercera ola es la soledad. Eso es debido a la falta de estructura que brindaba la segunda ola y a la falta de necesidad de relacionarse.

### Comunicaciones de la Tercera Ola
La dinámica de comunicación de la tercera ola es la comunicación varios a varios. Al igual que la producción, los medios se van desmasificando. Hay infinidad de revistas especializadas en temas específicos; numerosos canales de televisión por cable y satélite; la capacidad de las computadoras de comunicarse... Todo ello hace que la comunicación esté personalizada y que el consumidor ya no se limite a tomarla "tal cual viene". Ahora el espectador puede intervenir en los diarios que lee y en los programas de televisión que mira.
- Datos: Q1136541